# جون ويدجري
جون باسمور ويدجري، بارون ويدجري (بالإنجليزية: John Passmore Widgery, Baron Widgery) (24 يوليو 1911 – 26 يوليو 1981) كان قاضيًا إنجليزيًا بارزًا، شغل منصب رئيس القضاة في إنجلترا وويلز بين عامي 1971 و1980. ويُعرف بشكل خاص لترؤسه لجنة ويدجري التي حققت في أحداث الأحد الدامي عام 1972 في ديري، أيرلندا الشمالية.

## التعليم والمسيرة المبكرة
وُلد ويدجري في مقاطعة ديفون وتلقى تعليمه في مدرسة بلايموث، ثم درس القانون في كلية إكستر، جامعة أكسفورد. بدأ حياته المهنية القانونية كمحامٍ في عام 1933، وتخصص في القانون المدني.

## الخدمة العسكرية
خدم ويدجري في الجيش البريطاني خلال الحرب العالمية الثانية، وشارك في عدة حملات في إيطاليا وشمال أفريقيا، ووصل إلى رتبة عقيد. حصل على وسام الدفاع الإقليمي (TD) تقديرًا لخدمته.

## المسيرة القضائية
بعد الحرب، عاد إلى ممارسة المحاماة وتم تعيينه قاضيًا في عام 1958، ثم عُين في المحكمة العليا عام 1961، وفي عام 1971، تم تعيينه رئيسًا للقضاة في إنجلترا وويلز من قبل الملكة إليزابيث الثانية، وهو أعلى منصب قضائي في النظام القانوني الإنجليزي.

## لجنة ويدجري والأحد الدامي
في عام 1972، ترأس ويدجري اللجنة الرسمية للتحقيق في أحداث الأحد الدامي، والتي أطلقت فيها القوات البريطانية النار على متظاهرين في ديري بأيرلندا الشمالية، ما أدى إلى مقتل 14 شخصًا. وقد خلص تقرير اللجنة إلى أن الجنود ردّوا على تهديدات مسلحة، لكنه تعرض لاحقًا لانتقادات شديدة بسبب ما اعتبره البعض تبرئة مفرطة للقوات البريطانية.
في عام 2010، أصدرت لجنة سافيل تقريرًا مفصلًا اعتبر أن استنتاجات لجنة ويدجري كانت غير دقيقة ومتحيزة، مما أدى إلى اعتذار رسمي من رئيس الوزراء البريطاني آنذاك ديفيد كاميرون.

## التقاعد والوفاة
تقاعد ويدجري من منصبه في عام 1980، وتوفي بعد عام واحد في 26 يوليو 1981 في لندن عن عمر يناهز 70 عامًا.